# Boana platanera
Boana platanera, conocida comúnmente como la rana arbórea de la platanera, es una especie de rana en la familia Hylidae. Se distribuye por Venezuela, Colombia, Panamá y Trinidad y Tobago. La especie fue descrita en 2021, y sus ejemplares fueron clasificados previamente como Boana crepitans o Boana xerophylla.

## Etimología
En Colombia y Venezuela, Boana platanera es, junto con Boana pugnax, conocida con el nombre común en español de rana platanera. El nombre específico platanera fue tomado de esta denominación coloquial, y puede traducirse como «de la platanera». Esto hace referencia a los árboles de plátano sobre los cuales estas ranas suelen ser vistas durante el día. Por lo tanto, rana platanera puede traducirse como «rana arbórea de la platanera», que es el nombre en inglés sugerido por los describidores.

## Taxonomía
Boana platanera es la especie hermana de Boana xerophylla, de la cual se separó en 2021. Ambas especies están presentes en Venezuela, pero Boana platanera habita al norte del río Orinoco y Boana xerophylla al sur. Esta clasificación es relativamente reciente, ya que Boana xerophylla fue resucitada en 2017 y Boana platanera fue descrita en 2021. Durante décadas previas a esta reorganización, ambas especies se clasificaron ampliamente como Boana crepitans, una especie que ahora se reconoce como endémica de Brasil.

## Descripción
Durante el día, cuando Boana platanera suele estar inactiva, la rana presenta una coloración crema pálida. Sin embargo, por la noche, su coloración es más variable, abarcando tonos que van desde amarillo hasta beige y marrón claro. Durante este periodo, la coloración nocturna incluye marcas marrones más o menos definidas, que pueden ser irregulares o tener forma de «X». Boana platanera exhibe dimorfismo sexual, con hembras más grandes que los machos. La longitud promedio del hocico a la cloaca en las hembras es de 63,1 milímetros (2,5 pulgadas), mientras que en los machos es de 54,3 milímetros (2,1 pulgadas). El llamado de anuncio de Boana platanera es complejo y consta de aproximadamente cinco notas. La duración del llamado oscila entre 200 y 451 milisegundos.

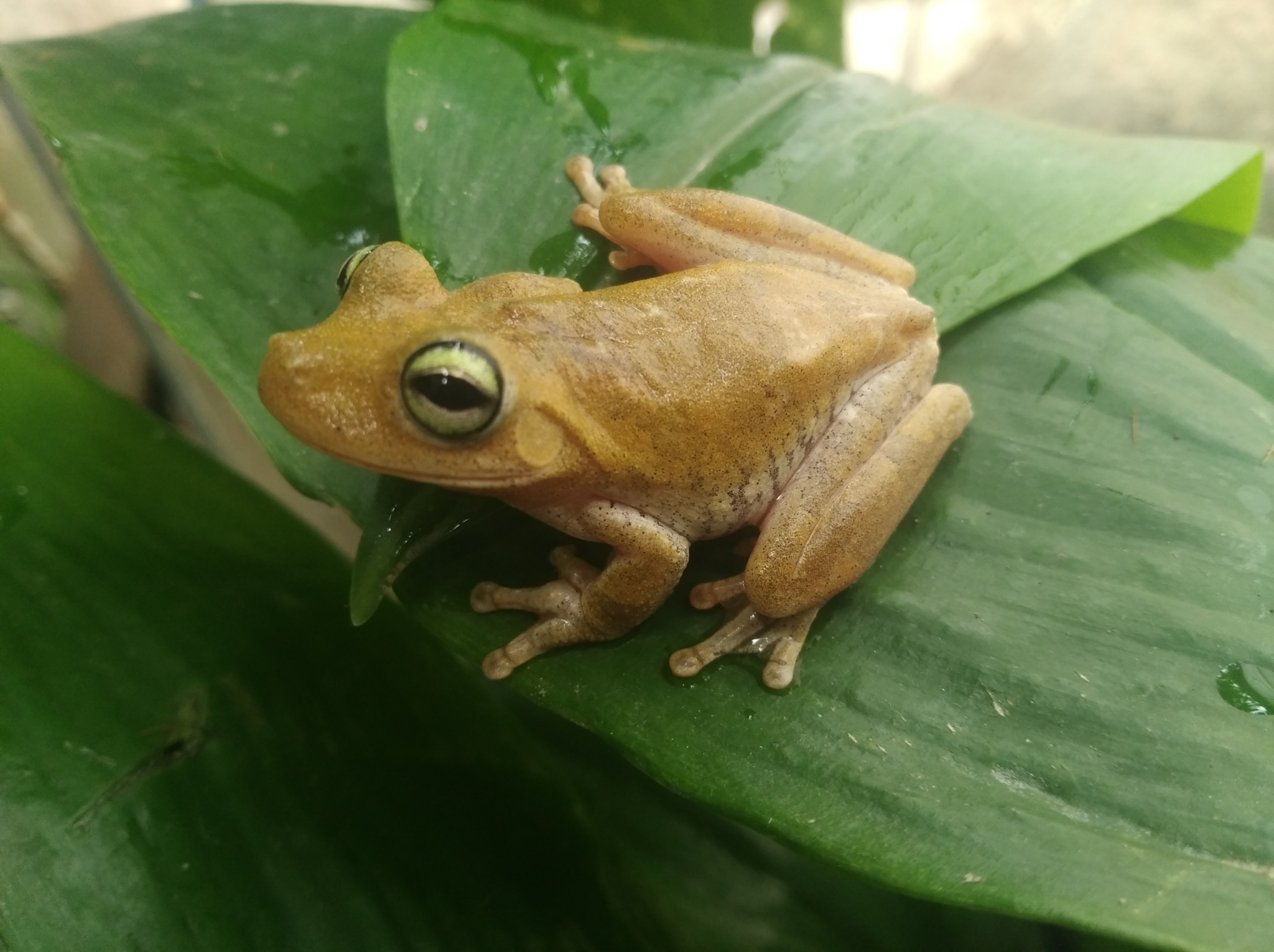
Coloración diurna
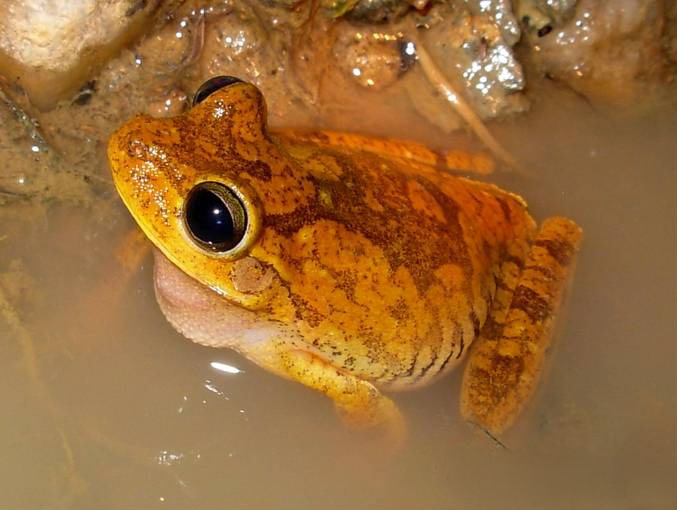
Coloración nocturna

## Distribución
El rango de distribución de Boana platanera abarca partes de Venezuela, Colombia, Panamá y Trinidad y Tobago. Está ampliamente distribuida en Venezuela, pero únicamente al norte del río Orinoco, que la separa geográficamente de Boana xerophylla. Una especie simpátrica que a veces se confunde con Boana platanera es Boana pugnax.
Además de su amplia distribución geográfica, Boana platanera se encuentra en un rango altitudinal extenso. Se ha registrado desde el nivel del mar hasta altitudes de 2.450 metros (8.038 pies). Boana platanera también puede habitar en diversos entornos, incluidos ambientes antrópicos.